# Ortensio Zecchino
Ortensio Zecchino (Asmara, 20 aprile 1943) è uno storico e politico italiano, specialista in storia del diritto medievale.

## Biografia
È stato parlamentare europeo nella prima legislatura elettiva (dal 1979 al 1984) e successivamente senatore della Repubblica per quattro legislature consecutive (dal 1987 al 2001), nonché ministro dell'università e della ricerca in tre governi (dal 1998 al 2001).

### Attività scientifica
Ha insegnato Storia del diritto penale presso la facoltà di Giurisprudenza dell'università di Napoli nonché Storia delle istituzioni medievali nelle università LUMSA di Roma e Suor Orsola Benincasa di Napoli; è inoltre professore straordinario di Storia del diritto medievale e moderno presso la Link Campus University di Roma, ove è anche membro del consiglio di amministrazione dell'omonima fondazione.
Cofondatore e presidente (fin dal 1991) del Centro europeo di studi normanni, è inoltre direttore delle collane Fonti e Studi sulla civiltà medievali dell'editore Laterza. Dal 2002 è presidente del comitato di redazione dell'Enciclopedia Federiciana, opera tematica dedicata all'imperatore Federico II di Svevia, pubblicata dall'Istituto dell'Enciclopedia Italiana Treccani (del cui comitato scientifico è stato anche membro).
Zecchino presiede infine il consorzio inter-universitario BioGeM (fondato nel 2006) cui compete la gestione dell'istituto di ricerche intitolato al medico italiano Gaetano Salvatore.

### Attività politica
Esponente della Democrazia Cristiana, ha sempre vissuto ad Ariano Irpino ove all'età di 21 anni fu eletto consigliere comunale, ottenendo gli incarichi di assessore supplente (dal 1964 al 1967) e di presidente del Consorzio per la gestione dell'ospedale di Ariano Irpino (dal 1969 al 1970).
Divenuto poi consigliere regionale della Campania (dal 1970 al 1975 e dal 1976 al 1979), fu componente delle Commissioni prima (Ordinamento della regione, Amministrazione civile, Enti locali, Affari generali) e seconda (Bilancio e finanze, Demanio e patrimonio) nel corso della 1ª legislatura regionale, nonché segretario (unitamente ad Antonio Bassolino) del primo Ufficio di presidenza regionale presieduto da Giuseppe Onofaro.
Nel 1979 fu eletto deputato nella 1ª legislatura del parlamento europeo ove entrò a far parte del gruppo del Partito popolare europeo, divenendo membro dapprima della Commissione per la politica regionale e l'assetto territoriale (fino al 1982) e successivamente della Commissione per gli affari istituzionali (dal 1982 al 1984); in tale veste fu relatore della sezione Istituzioni del progetto di trattato per l'Unione Europea, il cosiddetto progetto Spinelli.
Senatore della Repubblica dal 1987 al 2001, nel 1994 ha aderito al Partito Popolare Italiano. Ha presieduto: nella X legislatura la Giunta per gli affari delle Comunità Europee; nell'XI la Commissione permanente Istruzione pubblica - Beni culturali; nella XII ancora la Commissione permanente Istruzione pubblica - Beni culturali; nella XIII la Commissione permanente Giustizia. Fu inoltre componente della Commissione bicamerale per la riforma costituzionale istituita nella 13ª legislatura (suo l'emendamento che introdusse nel testo finale la separazione del Consiglio superiore della magistratura in due distinte sezioni: una per i giudici e una per i pubblici ministeri).

#### Ministro dell'università e della ricerca scientifica e tecnologica
Con la nascita del primo governo guidato da Massimo D'Alema, dopo che Rifondazione Comunista di Fausto Bertinotti esce dalla maggioranza parlamentare del Governo Prodi I, il 21 ottobre 1998 giurò nelle mani del presidente della Repubblica Oscar Luigi Scalfaro come ministro dell'università e della ricerca scientifica e tecnologica, succedendo a Luigi Berlinguer alla guida del dicastero (Berlinguer fu tuttavia confermato come ministro della pubblica istruzione). Zecchino mantenne il dicastero dell'università e della ricerca nei successivi governi D'Alema-bis e Amato-bis fino all'11 giugno 2001.
In tale veste firma il decreto numero 509 del 1999 che riforma profondamente l'università italiana, dando inizio al percorso di tre anni per la laurea e altri due per la laurea specialistica (poi ridefinita laurea magistrale), secondo il principio del "3+2" che uniforma il percorso di studi alle maggiori università europee.

#### Democrazia Europea
In vista delle elezioni politiche del 2001, in contrasto con la scelta del PPI di federarsi ne La Margherita, rassegnò le dimissioni da ministro e lasciò il PPI, fondando con Giulio Andreotti e Sergio D'Antoni una nuova formazione politica, Democrazia Europea (DE). Zecchino si ricandidò alle elezioni politiche nel collegio elettorale di Ariano Irpino ottenendo il 17,8% dei voti, senza tuttavia risultare eletto.
Pur avendo cessato da allora ogni impegno politico diretto, a decorrere dal 2003 Zecchino figura nuovamente tra gli iscritti al PPE a seguito di una specifica deliberazione da parte dell'Ufficio di presidenza di Bruxelles.

## Opere
- L'origine del diritto in Federico II. Storia di un intrigo filologico. Memoria dell'Accademia nazionale dei Lincei (pp. 131), Roma 2012.
- Federico II tra giudizi e pregiudizi storiografici otto-novecenteschi, prefazione a W. Sturner, Federico II e l'apogeo dell'Impero, Roma 2007 (pp. 7 – 37).
- L'incunabolo del 1492, prefazione, edizione, traduzione e note dal Liber Constitutionum, da un ignoto incunabolo, in Federico II Enciclopedia fridericiana, III, Roma, Treccani 2008 (pp. 15 – 202).
- Il Liber Constitutionum, in Federico II Enciclopedia fridericiana, II, Roma Treccani 2005 (pp. 149 – 173).
- Il Liber Constitutionum nel contrasto tra Federico II e Gregorio IX, in Manoscritti, editoria e biblioteche dal medioevo all'età contemporanea, a cura di M. Ascheri e G. Colli, Roma 2006. - (a cura di) F. A. Vitale, Memorie istoriche e segrete del Conclave del Pontefice Pio VI, Soveria Mannelli 2005 (edizione di un manoscritto inedito con saggio introduttivo).
- Medicina e Sanità nella Costituzioni di Federico II di Svevia, Castel di Serra 2002.
- Erich Caspar e i miti della storiografia meridionale, saggio introduttivo all'edizione italiana di: E. Caspar, Ruggiero II e la fondazione della monarchia normanna di Sicilia, Roma - Bari 1999 (pp. VII - XXIII).
- I riverberi della Costituzione di Federico II nell'Italia dei comuni, in Cavalieri alla conquista del Sud a cura di E. Cuozzo e J. M. Martin, Roma - Bari 1998 (pp. 344 – 362).
- (a cura di) Alle origini del Costituzionalismo europeo, Roma - Bari, 1996 (pp. 55 – 80).
- I "parlamenti" nel regno di Ruggero II, in A.A.V.V., Alle origini del Costituzionalismo europeo, Roma -Bari 1996.
- Le edizioni delle " Constitutiones " di Federico II, Roma, 1995. - (a cura di) Pasquale Stanislao Mancini. L'uomo, lo studioso, il politico, Napoli, 1992.
- Il problema penale nelle lettere di Mancini a Mamiani, Napoli 1990. - (a cura di) Le Assise di Ariano (il testo con introduzione, traduzione e note), Cava dei Tirreni, 1984.
- Le Assise di Ruggero II, Problemi di storia delle fonti e diritto penale (Pubblicazione della Facoltà giuridica dell'Università di Napoli - CLXXV-) Napoli, Jovene 1980.
- L'assemblea di Silva Marca (1142). Montevergine 1979.